# Mateusz (Kopyłow)
Mateusz, imię świeckie Konstantin Iwanowicz Kopyłow (ur. 5 lipca 1979 w Permie) – rosyjski biskup prawosławny.

## Życiorys
Ukończył w trybie zaocznym studia na kierunku maszyny i sprzęt technologiczny na Permskim Państwowym Uniwersytecie Technicznym w 2002. W tym samym roku wstąpił do monasteru św. Michała Archanioła w Kozysze. Pracował przy budowie soboru Trójcy Świętej i św. Włodzimierza w Nowosybirsku, którym opiekowali się mnisi. Od 2003 był regentem chóru monasterskiego, zaś od 2008 do 2011 – dziekanem klasztornej placówki filialnej przy soborze w Nowosybirsku. Jego postrzyżyn mniszych dokonał 31 marca 2006 przełożony wspólnoty, ihumen Artemiusz, który nadał mu imię zakonne Mateusz na cześć św. Mateusza Ewangelisty. W 2007 ukończył zaocznie seminarium duchowne w Tomsku. W tym samym roku, 17 czerwca, został wyświęcony na hierodiakona przez arcybiskupa nowosybirskiego i berdskiego Tichona. On też 5 kwietnia 2009 udzielił mu święceń kapłańskich. W r. 2010 hieromnich Mateusz wykładał śpiew cerkiewny w seminarium duchownym w Nowosybirsku.
Od kwietnia 2011 służył w eparchii pietropawłowskiej i kamczackiej, od czerwca jako sekretarz eparchii (jej ordynariuszem od końca marca był Artemiusz, wcześniej przełożony monasteru w Kozysze). Od stycznia 2012 był kierownikiem wydziału zajmującego się budową nowych świątyń w eparchii. W 2015 w trybie zaocznym ukończył studia na Moskiewskiej Akademii Duchownej.
24 grudnia 2015 Święty Synod Rosyjskiego Kościoła Prawosławnego nominował go na biskupa anadyrskiego i czukockiego. Jego chirotonia biskupia odbyła się pod przewodnictwem patriarchy moskiewskiego i całej Rusi Cyryla 3 stycznia 2016 w soborze Zaśnięcia Matki Bożej na Kremlu moskiewskim.
W 2017 r. otrzymał godność arcybiskupa. 14 lipca 2018 r., postanowieniem Świętego Synodu przeniesiony do eparchii moskiewskiej miejskiej jako jej wikariusz, z tytułem arcybiskupa jegorjewskiego. 
W kwietniu 2024 r. został przełożonym Monasteru Pskowsko-Pieczerskiego z tytułem biskupa pieczerskiego, wikariusza eparchii pskowskiej. Powierzono mu również kontrolę nad pracami remontowymi w monasterze. W lipcu tego samego roku mianowany ordynariuszem eparchii pskowskiej.